# Jožef Ficko
Jožef Ficko (mađ.: Ficzkó József) (Boriče, 15. ožujka 1772. – Prisika, 28. studenog 1843.) hrvatski pisac, slovenskog podrijetla u Mađarskoj.

## Životopis
Rođen je u Slovenskoj okroglini (mađ. Tótság, danas Prekmurje), u mjestu Boreča (ranije Boriče), roditelje so mu bili Mikloš i Helena (Jelena) Ficko. Bio je kapelan, kasnije svećenik u hrvatskom mjestu Prisici (Peresznye), kod Šoprona.

Pisao je vjerska djela na gradišćanskohrvatskom jeziku.

## Djela
- Katekizmus
- Kratak pregléd sztaroga i nóvoga Testámenta
- Hizsa zlata